# Glenda Gray

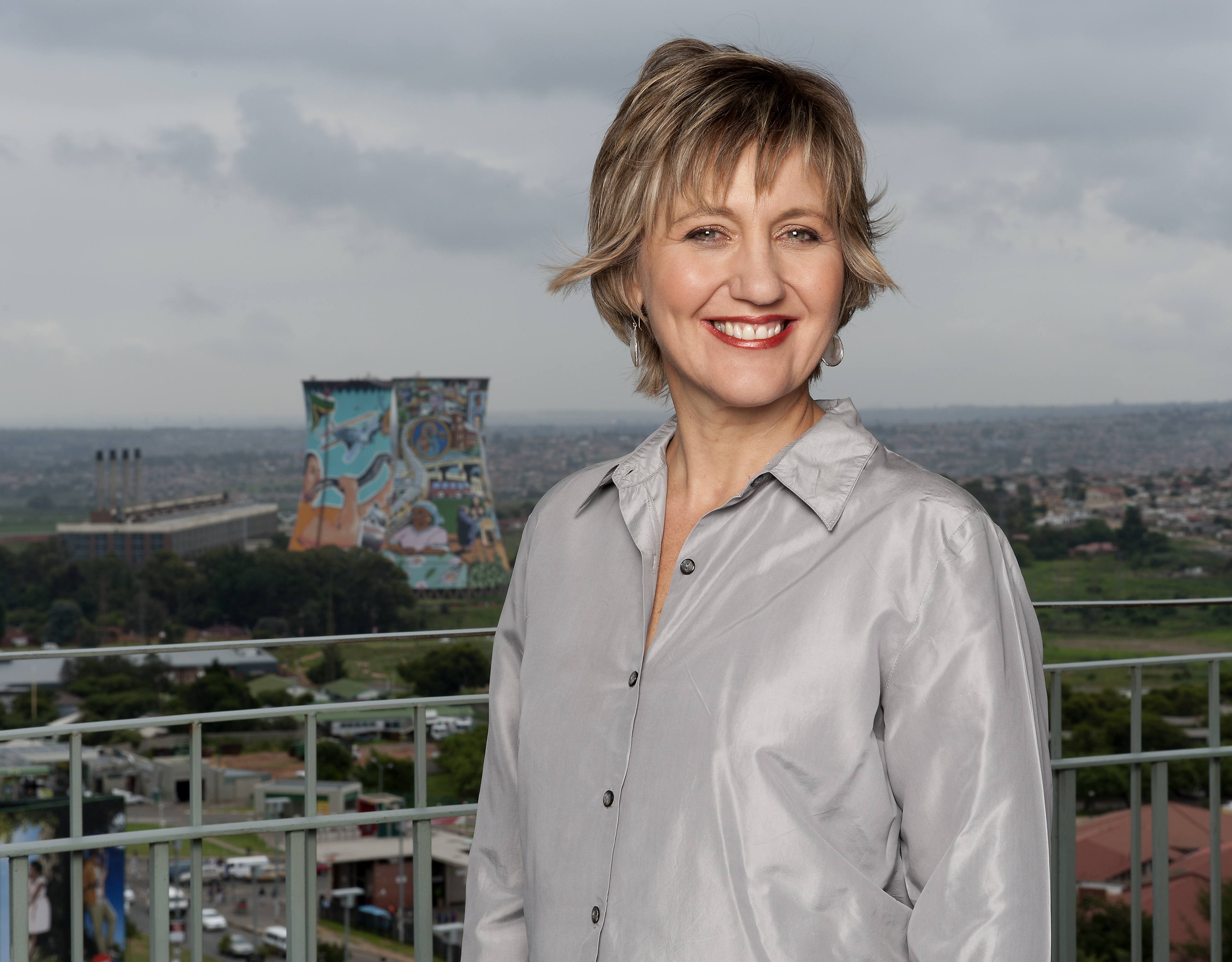
Gray im Januar 2011

Glenda Gray (* 14. Dezember 1962 in Boksburg, Südafrika) ist eine südafrikanische Ärztin, Wissenschaftlerin und Aktivistin.

## Leben und Karriere
Gray wurde am 14. Dezember 1962 als fünftes von sechs Kindern Boksburg geboren. Ihr Vater war Maschinenbauingenieur in den Minen und ihre Mutter war Buchhalterin. Bereits ab dem Alter von 6 Jahren wollte Gray Ärztin werden. Ihre Familie legte großen Wert auf Bildung; Ihr Vater war der erste in seiner Familie, der das College besuchte, und fünf der sechs Kinder gingen auf die Universität. Als Gray 16 Jahre alt war verstarb ihr Vater.
Gray besuchte ab 1980 die University of the Witwatersrand, wo sie sechs Jahre lang Medizin studierte und sich anschließend sieben Jahre lang auf Pädiatrie spezialisierte. Ihre Brüder engagierten sich in einer Studentenvereinigung, die sich gegen die Apartheid aussprach. Gray schloss sich der Health Workers Association an, die sich für die Aufhebung der Rassentrennung in den Krankenhäusern Südafrikas einsetzte.
Als Gray 1993 ihre Ausbildung zur Kinderärztin abschloss, war HIV bei vielen Kindern, die in das Chris Hani Baragwanath Hospital eingeliefert wurden, weit verbreitet. 1993 war Gray zusammen mit ihrem Kollegen James McIntyre Mitbegründerin einer perinatalen HIV-Klinik.
1996 startete Gray die UNAIDS-PETRA-Study in fünf städtischen Gebieten in Südafrika, Tansania und Uganda, um die Wirksamkeit einer kürzeren antiretroviralen Therapie zu ermitteln. 1999 erhielt sie ein internationales Fogarty-Stipendium für das Studium der klinischen Epidemiologie.
Vor ihrer Ernennung zur Präsidentin des Medizinischen Forschungsrats im Jahr 2014 war sie geschäftsführende Direktorin der Perinatal HIV Research Unit (PHRU), die zur Medizinischen Fakultät der University of the Witwatersrand gehört.
Anfang 2020 wurde eine Wirksamkeitsstudie für einen HIV-Impfstoff unter der Leitung von Gray vorzeitig abgebrochen. Die Studie, an der 5407 HIV-uninfizierte Teilnehmer teilnahmen, wurde 2016 begonnen und hätte bis 2022 fortgesetzt werden sollen. Vorläufige Daten, die im Januar 2020 zur Bewertung der Sicherheit und Wirksamkeit eingesehen wurden, zeigten jedoch 129 HIV-Infektionen in der geimpften Gruppe und 123 in der Placebo-Gruppe. Eine frühere Wirksamkeitsstudie aus Thailand hatte eine Wirksamkeit von nur 31 % ergeben. Gray war jedoch der Ansicht, dass es sich angesichts der Schwere der HIV-Epidemie in Südafrika lohne, eine neue Studie durchzuführen. Das unabhängige Überwachungsgremium, das die Zwischenergebnisse auswertete, kam zu dem Schluss, dass eine Fortsetzung der Studie sinnlos sei.
Seit 2023 ist Gray Mitglied des Scientific Advisory Committee der Coalition for Epidemic Preparedness Innovations.

## Kontroversen

### Säuglingsnahrung
Bei ihrem ersten Forschungsvortrag 1996 auf einer internationalen AIDS-Konferenz vertrat sie den Standpunkt, dass HIV-positive Frauen in Entwicklungsländern ihre Babys mit Säuglingsnahrung statt mit Muttermilch füttern sollten, um die Übertragung von HIV von der Mutter auf das Kind zu vermeiden. Damals herrschte die Meinung vor, dass das Risiko des Todes von Säuglingen durch Durchfallerkrankungen, die durch die Vermischung von verunreinigtem Wasser mit Säuglingsnahrung verursacht werden, größer sei als das Risiko einer HIV-Infektion. Spätere Forschungen zu diesem Thema zeigten, dass die Sterblichkeitsrate bei mit Säuglingsnahrung gefütterten Kindern im Vergleich zu gestillten Kindern HIV-infizierter Mütter hoch war.

### Zeit in der Treatment Action Campaign
Das Medikament Zidovudin (auch bekannt als Azidothymidin (AZT)) ist ein antiretrovirales Medikament, das verwendet werden kann, um die Übertragung von HIV von der Mutter auf das Kind während der Geburt zu verhindern. Die Behandlungsdauer betrug 14 Wochen und Frauen in Entwicklungsländern konnten sich das Medikament nicht leisten. Trotz der Kritik eines Leitartikels des New England Journal of Medicine führte Gray eine Studie (in Anlehnung an eine thailändische Studie) durch, bei der eine kürzere Behandlung mit einem Placebo verglichen wurde, was die Wirksamkeit der kürzeren Behandlung bewies. Die südafrikanische Regierung unter Präsident Thabo Mbeki und Gesundheitsministerin Nkosazana Dlamini-Zuma verweigerte jedoch die Genehmigung für die Verwendung des Medikaments, da es als zu teuer angesehen wurde. Gray war an der heimlichen Beschaffung des Medikaments und der Behandlung der Patienten beteiligt und widersetzte sich damit der Regierung.
Zusammen mit Zackie Achmat und anderen war Gray an der Gründung der Treatment Action Campaign (TAC) beteiligt. Erst nachdem Gray 2002 den Mandela Award for Health and Human Rights erhalten hatte und die TAC 2003 vor Gericht stand, wurden Nevirapin, ein Medikament, das bei der Verhinderung der Übertragung von HIV von der Mutter auf das Kind wirksamer ist als AZT, und andere antiretrovirale Medikamente von der Regierung offiziell für den Einsatz in Südafrika zugelassen. Zu diesem Zeitpunkt war Nkosazana Dlamini-Zuma als Gesundheitsministerin durch Manto Tshabalala-Msimang ersetzt worden.

## Auszeichnungen
- 2002: Nelson Mandela Health and Human Rights Award
- 2003: IAPAC Hero in Medicine Award
- 2020: Forbes Africa’s 50 Most Powerful Women